# La Fleur de fer
Pour plus de détails, voir Fiche technique et Distribution.
La Fleur de fer (Vasvirág) est un film hongrois réalisé par János Herskó, sorti en 1958.

## Fiche technique
- Titre : La Fleur de fer
- Titre original : Vasvirág
- Réalisation : János Herskó
- Scénario : Miklós Köllõ d'après un roman d'Andor Endre Gelléri
- Musique : Imre Vincze
- Photographie : Ferenc Szécsényi
- Montage : Zoltán Kerényi
- Société de production : Hunnia Filmgyár
- Pays :  Hongrie
- Genre : Drame et romance
- Durée : 101 minutes
- Dates de sortie : 
  -  Hongrie : 1er mai 1958

## Distribution
- Mari Törőcsik : Cink Vera
- István Avar : Pettersen István
- Zoltán Várkonyi : Weiszhampt Jenõ
- Margit Dajka : Mme. Racsák
- Manyi Kiss : Veronika
- Ildikó Szabó : Anni
- Hédi Váradi : Emmike
- Béla Barsy : Gedeon
- Zoltán Gera : Novák
- János Rajz : le mendiant
- Gyula Szabó : Motyó
- Piri Peéry : Mme. Ilcsi
- Anni Soltész : Berta
- László Bánhidi : oncle Józsi
- György Györffy : Franci
- László Kozák : Szepi
- Sándor Pethes : Dr. Beck
- Ernő Szabó : Fischer
- Tibor Illés : Róbertke
- Edina Balogh : la danseuse

## Distinctions
Le film a été présenté en sélection officielle en compétition au Festival de Cannes 1958.